# Shutter Island
Shutter Island ist ein 2003 erschienener Roman des US-amerikanischen Schriftstellers Dennis Lehane aus dem Genre Psychothriller.

## Handlung
Der Handlung vorangestellt ist ein Prolog in Form einer Tagebuchnotiz von Dr. Lester Sheehan, der 1993 auf die längst vergangenen Ereignisse zurückblickt.
Im Jahr 1954 untersucht der US-Marshal Edward Daniels mit seinem Partner Chuck Aule das rätselhafte Verschwinden einer Patientin aus dem auf der Insel Shutter Island betriebenen Spezialgefängnis für geistesgestörte Schwerverbrecher. Der Patientin, einer mehrfachen Kindesmörderin namens Rachel Solando, war es gelungen, spurlos aus ihrer verschlossenen Zelle zu entkommen.
Edward Daniels hat zudem ein privates Interesse an dem Auftrag: Er vermutet den Mörder seiner Frau Dolores, Andrew Laeddis, auf Shutter Island. Vom ersten Moment an haben die beiden Marshals das Gefühl, dass die Gefängnisleitung etwas zu verbergen hat. Der Verdacht, dass verbotene Experimente an den geisteskranken Kriminellen durchgeführt werden, verdichtet sich. Nachdem Daniels aus einer verschlüsselten Botschaft der verschwundenen Rachel Solando den Hinweis hat entnehmen können, dass ein nichtregistrierter Insasse existiert, wird seine Suche nach Laeddis zur Besessenheit. Während eines Hurrikans, der die Insel von der Außenwelt abschneidet, dringt er mit seinem Partner in den abgetrennten Block C ein, in dem die gefährlichsten Verbrecher untergebracht sind. Hier finden sich erste Anhaltspunkte für die Anwesenheit Laeddis’.
Die Ereignisse spitzen sich dramatisch zu, als sein Partner Chuck Aule spurlos verschwindet. Daniels entkommt im letzten Augenblick den Wachmannschaften, kann aber die Insel nicht verlassen. Schließlich dringt er in den Leuchtturm ein, in dem er den Schauplatz der medizinischen Experimente und seinen gefangenen Partner Chuck vermutet.
Im Leuchtturm wird er zu seiner Überraschung freundlich vom Chefarzt der Anstalt, Dr. Cawley, begrüßt. Dieser versucht ihn davon zu überzeugen, dass er, der Marshal Edward Daniels, und der Kriminelle Andrew Laeddis dieselbe Person seien. Der geisteskranke Laeddis sei ein ehemaliger US-Marshal. Der Name Edward Daniels sei ein Anagramm von Andrew Laeddis. Daniels sei eine reine Phantasiegestalt, Laeddis hingegen sei real.
Dann erscheint sein Partner Chuck Aule. Dieser stellt sich als Dr. Lester Sheehan vor, der als Psychiater auf Shutter Island arbeitet. Die beiden Ärzte klären Laeddis bzw. Daniels über die Funktion des Shutter-Island-Gefängnisses auf. Es handle sich tatsächlich um eine experimentelle Anstalt, bei der man mit neuartigen Therapieansätzen eine humanere Behandlung von bislang unheilbaren Geisteskranken zu erreichen versuche. Im Falle von Laeddis sei man vier Tage lang auf dessen Wahnvorstellungen eingegangen, das heißt, man habe ihn wie einen echten Marshal behandelt, um ihn in die Realität zurückzuführen und ihm seine Tat – nämlich die Tötung seiner Frau – deutlich zu machen. Edward Daniels sei eine andere Persönlichkeit Laeddis’, die von ihm erfunden wurde, weil er nicht verarbeiten konnte, dass er seine Frau Dolores umgebracht hatte, nachdem sie ihre gemeinsamen drei Kinder ertränkt hatte.
Das Ende des Buches lässt offen, ob die Person Daniels (und somit die Geschichte von dem Marshal, der zusammen mit seinem Partner seit vier Tagen nach Rachel Solando sucht) real ist oder aber die Version des Arztes, also die des geisteskranken Laeddis, der die andere Geschichte aufgrund seiner Krankheit erfunden hat, der Wahrheit entspricht. Allerdings gibt es einen Hinweis auf die Realität von Laeddis und der entsprechenden Version: Am Ende der Handlung, nachdem Daniels einen Tag zuvor im Leuchtturm eingesehen hat, dass er die Geschichte der beiden Marshals erfunden hatte, sitzt Daniels bzw. Laeddis mit seinem Partner bzw. angeblichen Psychiater auf einer Treppe. Als sie sich unterhalten, spricht er den Psychiater wieder als seinen Partner an. Er ist wieder im festen Glauben an die Version mit den beiden Marshals und Rachel Solando. Nach kurzem Nachdenken signalisiert Dr. Sheehan Dr. Cawley mit einem kurzen Blick und Kopfschütteln das Scheitern der nicht operativen Heilungsversuche bei Laeddis. Die Pfleger kommen mit dem Operationsbesteck auf die beiden zu.

## Kritiken und Rezension
„Shutter Island macht einfach Spaß. Zwar jagt ein Klischee das andere, aber man findet sich bei weitem nicht in einem lahmen Aufguss wieder, sondern merkt, dass der Autor mit einer leichten Ironie so etwas wie ein großes Zitatekino veranstaltet. Jede Szene, Darstellung und Figur ist eine bescheidene Verbeugung vor Hollywoods schwarzer Serie, den Hardboiled-Detektiven und all jenen Gruselgeschichten, in denen ein ‚Doktor‘ im Titel vorkommt. Man fühlt sich wohl, dieses Potpourri an Ideen auf so frische Weise verknüpft zu sehen.“

„Selbst wenn man ahnt, was auf Shutter Island geschieht, steigt die geschickt geschürte Spannung stetig. Lehane beherrscht wie gesagt sein Handwerk. Es ist deshalb nicht ihm vorzuwerfen, dass die Auflösung des Plots dem Weg dorthin nicht standhalten kann. Begeht man den Fehler, über den schließlich aufgedeckten bösen Plan nachzudenken, fallen einem sofort die gewaltigen logischen Lücken und seine Abhängigkeit von unwahrscheinlichen Zufällen ein, die ihn als reines Konstrukt eines Unterhaltungsromans entlarven.“

„Hier bekommt man eine Geschichte geboten, die zum Nachdenken anregt. Die düstere Atmosphäre, die gut ausgearbeiteten Charaktere, physische und psychische Gewalt ziehen einen in das Geschehen und lassen einen ebenso verstört zurück wie Teddy Daniels es während seiner Ermittlungen ist.“

## Hörbuch
Shutter Island erschien 2009 als Hörbuch bei Lauscherlounge in einer gekürzten Lesefassung, gelesen von Oliver Rohrbeck.

„Knappe acht Stunden ordentlich produzierter Hörbuchunterhaltung, dies bietet die Lauscherlounge mit Sprecher Oliver Rohrbeck bei dieser Umsetzung von Shutter Island. Glücklicherweise orientierte man sich an der Buchvorlage und nicht etwa am Film, sodass die zahlreichen Erklärungen, die man im Verlauf der Handlung erhält, ausreichend sind, um am Ende vom Autor überrascht zu werden mit einer in der Form nicht zu erwartenden Wendung. Ein Kriminalfall, der sich in einen Thriller verwandelt und den Hörer so schnell nicht mehr loslassen möchte, auch dank der Sympathien, die Rohrbecks Stimme für den Hauptprotagonisten (sic!) Teddy Daniels weckt.“

## Verfilmung
Der Film wurde von Regisseur Martin Scorsese mit Leonardo DiCaprio als Marshal und Mark Ruffalo als sein Partner verfilmt. Die Produktion begann 2008, die englische Originalversion wurde am 2. Oktober 2009 in den USA und Kanada gezeigt. Am 25. Februar 2010 wurde der Film deutschlandweit in den Kinos präsentiert. Der am Anfang sympathisch erscheinende Anstaltsleiter Dr. Cawley wird von Ben Kingsley gespielt. Max von Sydow stellt einen Dr. Naehring dar, den der Marshal wiederzuerkennen glaubt, weil er ihn bei der Befreiung des Konzentrationslagers Dachau gesehen habe. Der Film arbeitet mit Rückblenden, die u. a. zeigen, was Teddy Daniels als US-Soldat am Ende des Krieges in Deutschland erlebt hat.

## Ausgaben
- Dennis Lehane: Shutter Island. Novel. Bantam Books, London 2003, ISBN 0-593-04797-4.
- Dennis Lehane: Shutter Island. Roman. Ullstein, München 2004, ISBN 3-550-08457-9.
  - Neuübersetzung: Shutter Island. Diogenes, Zürich 2015, ISBN 978-3-257-24335-2 (Aus dem Amerikanischen von Steffen Jacobs).
- Dennis Lehane: Shutter Island. Hörbuch. Edition Lauscherlounge, Berlin 2009, ISBN 978-3-7857-4225-9 (6 CDs, gelesen von Oliver Rohrbeck).
- Christian de Metter: Shutter Island. Verlag Schreiber & Leser, München 2010, ISBN 978-3-941239-43-2 (Graphic Novel nach dem gleichnamigen Roman von Dennis Lehane).